# Gierig (Martin Amis)
Gierig (Originaltitel Money: A Suicide Note) ist ein 1984 erschienener Roman des britischen Schriftstellers Martin Amis. Der Roman gilt heute als ein Klassiker der britischen Literatur des 20. Jahrhunderts und als ein Höhepunkt im Werk von Amis. Amis setzt sich darin kritisch mit den materiellen Exzessen des ausgehenden 20. Jahrhunderts auseinander und thematisiert die Auswirkungen auf den einzelnen und die Gesellschaft. Der Roman wird aus Sicht des Protagonisten John Self erzählt und ist ein dramatischer Monolog, der sich in seiner Erzählweise an Fjodor Dostojewskis Aufzeichnungen aus dem Kellerloch anlehnt.
Das US-amerikanische Magazin Time wählte den Roman auf ihre Bestenliste. Die britische Zeitung The Guardian nahm ihn in die Liste der 1000 Romane auf, die jeder gelesen haben muss. Robert McCrum nennt das Werk in seiner ebenfalls für den Guardian zusammengestellten Liste der 100 besten englischsprachigen Romane.
Die deutsche Ausgabe in der Übersetzung von Eike Schönfeld erschien 1991 im Zsolnay Verlag.

## Handlung
Die Handlung beginnt im Frühsommer des Jahres 1981. John Self landet mit dem Flugzeug in New York in dem vermeintlichen Glauben, er werde in Kürze Regie bei seinem ersten großen Kinofilm führen. Er zählt zu den Profiteuren des Bedeutungsgewinns der Werbeindustrie seit den 1960er Jahren und wurde wohlhabend durch eine Reihe kontroverser Fernsehwerbespots, die für Zigaretten- und Alkoholkonsum, Junkfood und Softpornomagazine warben. Zu seinen jüngsten Erfolgen zählt ein Vertrag mit dem US-amerikanischen Filmproduzenten Fielding Goodney, für den Self einen Film basierend auf seiner eigenen Lebensgeschichte drehen soll. Während sechs hektischer Monate wird Self 35 Jahre alt, fliegt zwischen London und New York hin und her, trifft Goodney, sieht sich Probeaufnahmen von Schauspielern an, redet mit Drehbuchautoren und gibt sich seiner Neigung zu hemmungslosem Konsum von Sex, Alkohol und anderen Drogen hin.
Nur weniges entwickelt sich so, wie Self es für sich geplant hatte. Die Schauspieler, die Self für seinen Film vorsieht, dem er ursprünglich den Titel „Gutes Geld“ geben wollte, haben sämtlich Probleme mit ihren Mitspielern und den Rollen, für die sie vorgesehen sind. Der strenggläubige Spunk Davis soll einen Drogenhändler spielen, der alternde Lorne Guyland, der bislang immer den unbeugsamen Helden spielte, soll sich jämmerlich zusammenschlagen lassen, die mütterliche Caduta Massi, die sich zunehmend ihrer körperlichen Anziehungskraft unsicher ist, soll im Film eine Sexszene mit Lorne haben, den sie privat zutiefst verabscheut.
Auch das Privatleben von Self gerät zunehmend durcheinander. Seine in London zurückbleibende Geliebte Selina Street betrügt Self mit mindestens zwei anderen Männern. Sie sorgt auch dafür, dass Self letztlich auch Martina Twain hintergeht, um die Self so lange vergeblich geworben hat und die letztlich die einzige, schwache Hoffnung darstellt, dass es Self noch gelingt, sein Leben zu ändern. Eine der wesentlichen Figuren, denen Self immer wieder begegnet, ist ein Martin Amis. Self heuert ihn an, um durch ihn das Drehbuch überarbeiten zu lassen.
Selfs schnelles, konsumfreudiges Leben findet ein Ende, als er feststellt, dass Fielding ihm eine Falle gestellt hat. Das Geld, das Selfs großen Kinofilm möglich machen sollte und Selfs teuren Lebensstil finanzierte, existiert nicht. Alle Verträge mit Fielding, die ihm scheinbar eine nicht versiegende Quelle an Geldmitteln zur Verfügung stellten, machten ihn letztlich für die Geldmittel haftbar. Self bleibt, nachdem er vergeblich Selbstmord versucht hat, bankrott in London zurück.

## Einzelne Aspekte des Romans

### Titel
Der englische Originaltitel Money: A Suicide Note (übersetzt Geld: Ein Selbstmord-Abschiedsbrief) macht deutlich, dass es in dem Roman auch um die Auslöschung von John Self geht. Martin Amis schreibt in seiner Einleitung:

„Dies ist ein Abschiedsbrief. Wenn ihr ihn beiseite gelegt habt (und derlei Dinge sollte man stets langsam lesen, dabei auf Hinweise oder Andeutungen achten), wird es John Self nicht mehr geben. So jedenfalls ist’s geplant. Bei Abschiedsbriefen weiß man allerdings nie, oder? In der planetarischen Gesamtheit allen Lebens gibt es weit mehr Abschiedsbriefe als Selbstmorde.“

Tatsächlich wird es John Self am Ende des Romanes nicht mehr geben. Seine Realität hat sich als eine Illusion und sorgfältig konstruierte Rache herausgestellt. John Self weiß am Ende des Romans, dass sein wahrer Vater Fat Vince ist. John wird dadurch bewusst, dass seine wahre Identität die des Fat John ist, Halbbruder des Fat Paul.
Gierig kann als satirischer Roman über den Einfluss des Kapitalismus auf das Bewusstsein und die Selbstwahrnehmung in der westlichen Welt nach Ende des Zweiten Weltkriegs gelesen werden. James Diedrick weist darauf hin, dass Amis mit John Self und seinem exzessiven Leben die ungehemmte unternehmerische Gier, die die 1980er Jahre geprägt haben, erfasst. Martin Amis hat anderweitig zu seinem Verständnis von Geld und Besitz festgehalten:

„Ich bin davon überzeugt, dass Geld die zentrale Deformität im Leben ist. […] Es ist eines dieser Übel, das fröhlich seine Identifikation als Übel überlebt hat. […] Es ist Fiktion, Sucht und eine stillschweigende Verschwörung, auf die wir uns alle eingelassen haben.“

In diesem Sinne ist John Self Ziel und Opfer, der seinen eigenen freien Willen aufgegeben hat, um eine von Materialismus geprägte Kultur in all ihren Exzessen zu umarmen. An einer Stelle listet John Self die Bücher auf, die sich in seiner Wohnung befinden und die sich alle um Geld drehen, ja sogar explizit die deformierende Wirkung von Geld auf den menschlichen Charakter thematisieren: Der Einkommensteuerführer, Die Wucherer, Timon von Athen, Konsortium, Unser gemeinsamer Freund, Kaufen-kaufen-kaufen, Silas Marner, Erfolg!, Die Erzählung des Ablasskrämers, Bekenntnisse eines Gerichtsvollziehers, Der Diamant, der so groß wie das Ritz war, Die Amethyst-Erbschaft. John Self ist es allerdings wichtig festzuhalten, dass bis auf Die Wucherer die Bücher alle von seinen verflossenen Geliebten stammen. Ihm ist es aber auch wichtig zu betonen, dass er die Bücher nicht gelesen hat.

### Sprache
John Self ist ein Icherzähler, der nur über ein limitiertes Vokabular verfügt, der wenig belesen ist, dem erzählerische Strukturen unbekannt sind und der zusätzlich noch regelmäßig stark betrunken ist und deswegen zu einem schlüssigen, logisch aufgebauten Bericht nicht in der Lage ist. Als Schriftsteller hat sich Martin Amis damit sehr enge Grenzen gesetzt, damit Gierig ein glaubwürdiger Bericht bleibt. Der Roman ist lose chronologisch aufgebaut, der Leser ist aber mit einem Erzähler konfrontiert, der sich immer wieder an zurückliegende Ereignisse erinnert, abschweift oder Ereignisse verschweigt, wenn sie ihm als Erzähler zu unangenehm sind.
Selfs Sprache ist einfach, die Sätze in der Regel abgehackt und einfach strukturiert, seine Gedanken drehen sich regelmäßig ausschließlich um Geld und Sex:

„Fernsehen ist eines meiner Hauptinteressen, eine meiner wesentlichen Fähigkeiten. Meine Bildung beruht auch auf Videofilmen: Diabolismus, Gemetzel, Softpornos. Wenn ich es einmal schaffe, überhaupt darüber nachzudenken, realisiere ich, dass alle meine Hobbys tendenziell pornographisch sind. Die Betonung liegt eindeutig auf dem Element einsamer Befriedigung. Fast-food. Sexshows, Space-games, Spielautomaten, Videosauereien, Nacktmagazine, Alk, Kneipen, Schlägereien, Fernsehen, Wichsen. Was diese Wucherei oder ihre erschöpfende Häufigkeit angeht, habe ich einen Verdacht. Ich brauche menschliche Wärme. Und weil kein Mensch da ist, mache ich es eben selbst. Wichsen ist wenigstens kostenlos, gratis, man hängt kein Bares dran.“

### Direkte Ansprache des Lesers
Die direkte Ansprache des Lesers ist ein seit fast zwei Jahrhunderten verwendetes Stilmittel. So wendet sich Charlotte Brontë beispielsweise in ihrem Roman Jane Eyre (1847) im ersten Satz des letzten Kapitels mit den Worten „Leser, ich habe ihn geheiratet“ direkt an ihr Lesepublikum. Auch Henry Fielding und Laurence Sterne verwenden dieses Stilmittel. Amis geht mit dieser Technik ein Stück weiter und nutzt sie, um den Leser zum unmittelbaren Komplizen von Self zu machen. So schreibt er, als John Self erfährt, dass sein ältester und bester Freund und gleichzeitiger Konkurrent um die Zuneigung von Selina Street in Untersuchungshaft sitzt:

„Mm, ist richtig nett, wenn einer deinesgleichen absteigt. Kennt Ihr das Gefühl? Das macht einen echt high, was? Schämt Euch nicht, ist gar nicht nötig.“

Eike Schönfeld verwendet in seiner Übersetzung hier den Plural; im englischen Original ist dies durch die Verwendung von „you“ noch unmittelbarer: Mm, it’s so nice when one of your peers goes down. You know the feeling? A real buzz, isn't it? Don't be ashamed, if you can possibly help it. An anderer Stelle, während er Sex mit dem Sexsymbol Butch Beausoleil hat, ist John Self sich sicher, auch die Fantasien seines Lesers zu erfüllen.

„Auch Du hast schon daran gedacht, mein Freund. Auch Du, mein Engel, wenn Du denn überhaupt in diese Richtung neigst.“

Amis lässt John Self sogar mit dem Leser scherzen. So behauptet John Self, nach einem gepflegten Abendessen mit der kultivierten Martina Twain seine Hand unter ihren Rock geschoben zu haben.

„Bleib ruhig. Ich hab’s nicht wirklich getan. Im Gegenteil, ich benahm mich den ganzen Abend über ganz verbissen gut. Ihr seht, ich hatte den Durchblick.“

### 1984
Martin Amis’ Roman erschien im Jahr 1984, – und tatsächlich ist der dystopische Roman 1984 von George Orwell ein immer wieder auftauchendes Motiv des Romans. John Self liest diesen Roman, weil Martina Twain ihm damit ein wenig Bildung vermitteln möchte. Anders als Winston Smith, der Protagonist des Orwellschen Romans, lebt Self in einer freien Gesellschaft. Seine Reaktionen sind jedoch nicht weniger konditioniert als die von Winston Smith. Ähnlich wie Smith entdeckt auch Self im Verlauf der Handlung, dass er letztlich gefangen ist. Winston Smith wird am Ende von 1984 in ein Zimmer 101 geführt, wo man ihm mit Folter droht und er seine letzten Reste an Freiheit und Ehre verliert. In Amis’ Roman trägt das teure Hotelzimmer, in dem Fielding Goodney ihn untergebracht hat, gleichfalls die Nummer 101.

## Adaption durch die BBC
Gierig wurde durch die BBC für das Fernsehen adaptiert und im Mai 2010 gezeigt. Nick Frost spielte John Self, Vincent Kartheiser seinen Gegenspieler Fielding Goodney, Emma Pierson übernahm die Rolle der Selina Street und Jerry Hall spielte Caduta Massi. Das Fernsehspiel, dessen Drehbuch von Tom Butterworth und Chris Hurford stammte, wurde in zwei Teilen gezeigt.

## Trivia
Martin Amis ist Sohn von Kingsley Amis, der ebenfalls ein angesehener britischer Schriftsteller ist. Beide gewannen für ihr jeweiliges Erstlingswerk den Somerset Maugham Award: Kingsley Amis für Glück für Jim, knapp zwei Jahrzehnte später sein Sohn für Das Rachel-Tagebuch. Das Verhältnis zwischen Martin und Kingsley Amis war schwierig und Kingsley Amis attackierte die Arbeiten seines Sohnes öffentlich vehement. Martin Amis verzichtete darauf, auf die Angriffe seines Vaters öffentlich zu antworten, hielt aber gleichfalls fest, dass sein Vater tatsächlich nur drei seiner Romane gelesen habe und die übrigen nach zwanzig oder dreißig Seiten durch den Raum gefeuert habe. Gierig zählt zu den Romanen, die Kingsley Amis sich weigerte zu lesen. Martin Amis kommentierte dies vergleichsweise gelassen:

„[Ä]ltere Schriftsteller sollten gegenüber den jüngeren Schriftstellern feindselig sein, denn die jüngeren Schriftsteller schicken ihnen [mit ihren Werken] eine unwillkommene Nachricht. Sie sagen: Es ist so nicht mehr. Es ist jetzt wie das.“

## Ausgaben
- Money: A Suicide Note, Cape, London 1984; Vintage Classics, 2012, ISBN 978-0-09-956102-6.
  - Gierig, übersetzt von Eike Schönfeld; Zsolnay, Wien 1991, ISBN 3-552-04327-6; als Taschenbuch 1994, ISBN 3-552-04613-5; dtv, München 2003, ISBN 978-3-423-13147-6.

## Einzelbelege
1. 1 2  James Diedrick: Understanding Martin Amis. University of South Carolina Press, Columbia 2004, ISBN 1-57003-516-4. S. 73
2. ↑  1000 Novels everyone must read: the definitive List, abgerufen am 26. Juli 2014.
3. ↑  Gierig, übersetzt von Eike Schönfeld; dtv, München 2003, ISBN 3-423-13147-0. Vorwort des Autors.
4. ↑  James Diedrick: Understanding Martin Amis. University of South Carolina Press, Columbia 2004, ISBN 1-57003-516-4. S. 77.
5. ↑  James Diedrick: Understanding Martin Amis. University of South Carolina Press, Columbia 2004, ISBN 1-57003-516-4. S. 77. Im Original lautet das Zitat: “I think money is the central deformity in life. […] It’s one of the evils that has cheerfully survived identification as an evil. […] it’s a fiction, an addiction, and a tacit conspiracy that we have all agreed to go along with.”
6. ↑  Gierig, übersetzt von Eike Schönfeld; dtv, München 2003, ISBN 3-423-13147-0. S. 78.
7. ↑  Die Erzählung des Ablasskrämers ist eine der Geschichte aus den Canterbury Tales
8. ↑  Kurzgeschichte von F. Scott Fitzgerald
9. ↑  Gierig, übersetzt von Eike Schönfeld; dtv, München 2003, ISBN 3-423-13147-0, S. 79.
10. ↑  John Mullan: How Novels Work. Oxford University Press, Oxford 2006, ISBN 978-0-19-928178-7, S. 62.
11. ↑  Gierig, übersetzt von Eike Schönfeld; dtv, München 2003, ISBN 3-423-13147-0, S. 148 und S. 149.
12. ↑  Gierig, übersetzt von Eike Schönfeld; dtv, München 2003, ISBN 3-423-13147-0, S. 301.
13. ↑  Gierig, übersetzt von Eike Schönfeld; dtv, München 2003, ISBN 3-423-13147-0, S. 238.
14. 1 2  John Plunkett:  Nick Frost to star in BBC2 adaptation of Martin Amis’s Money In: The Guardian, 11. November 2009
15. ↑  BBC - Press Office - BBC adaptation of Martin Amis' cult novel Money. In: bbc.co.uk. 1. Januar 1970, abgerufen am 4. Februar 2024 (englisch).
16. ↑  James Diedrick: Understanding Martin Amis. University of South Carolina Press, Columbia 2004, ISBN 1-57003-516-4, S. 13. Im Original spricht Martin Amis von “[sent the others] windmilling through the air after twenty or thirty pages.”
17. ↑  Mira Stout:  Martin Amis: Down London’s Mean Streets In: New York Times, 4. Februar 1990
18. ↑  James Diedrick: Understanding Martin Amis. University of South Carolina Press, Columbia 2004, ISBN 1-57003-516-4, S. 13. Im Original spricht Martin Amis von “older writers should find young writers inimical, because younger writers are sending them an unwelcome message. They are saying, It’s not like that anymore. It’s like this.”